# Acacia mulganeura
Acacia mulganeura — вид квіткових рослин з родини бобових. Ареал: Австралія (Північна територія, Південна Австралія, Західна Австралія).

## Середовище
Вид часто розташований на плоских або хвилястих рівнинах і на скелястих пагорбах, що ростуть на червоно-коричневих суглинистих, мулисто-суглинистих, піщано-суглинистих або глинистих ґрунтах, хоча також рідше зустрічаються в глині, часто на твердій поверхні або в скелетних ґрунтах як частина змішаних евкаліптових чагарникових угруповань, які зазвичай покриті спініфексом.

## Біоморфологічна характеристика
Багатостовбурний кущ зазвичай досягає висоти від 1,5 до 3 метрів і має округлу форму. Згодом розвивається в дерево висотою від 4 до 7 метрів і має компактну крону. Він має ребристі гілочки, які здебільшого вкриті шаром непрозорої, молочно-блакитно-сірої або жовтуватої смоли, яка змінюється на бісерні білі лінії, коли гілочки дозрівають. Смолисті нові пагони мають червонуваті волоски, занурені в смолу. Різноманітні філодії від сірого до блакитно-сірого до тьмяно-зеленого кольору мають еліптичну або оберненояйцевидну або зворотноланцетну форму і зазвичай дещо закручені або злегка хвилясті. Прямі філодії мають довжину від 1 до 5 см і ширину від 5 до 13 мм з багатьма поздовжніми жилками. Прості суцвіття — це циліндричні колоски довжиною від 10 до 20 мм. Темно-сірувато-коричневі стручки мають довгасту або веретеноподібну форму завдовжки від 1 до 3,5 см і вшир від 5 до 11 мм. Насіння еліптичної форми у довжину 4,5–5,5 мм і вшир 2,5–3,5 мм.